# 1947年の野球
1947年の野球（1947ねんのやきゅう）では、1947年の野球界における動向をまとめる。

## 競技結果

### 日本プロ野球

#### ペナントレース
1947年のペナントレースは8球団による20試合ずつの総当たり制の120試合で行われた。

ただし、消化試合となった試合は一部行われなかった。
| 順位 | 球団             | 勝 | 敗 | 分 | 勝率 | 差   |
| ---- | ---------------- | -- | -- | -- | ---- | ---- |
| 優勝 | 大阪タイガース   | 79 | 37 | 3  | .681 | -    |
| 2位  | 中日ドラゴンズ   | 67 | 50 | 2  | .573 | 12.5 |
| 3位  | 南海ホークス     | 59 | 55 | 5  | .518 | 19.0 |
| 4位  | 阪急ブレーブス   | 58 | 57 | 4  | .504 | 20.5 |
| 5位  | 読売ジャイアンツ | 56 | 59 | 4  | .487 | 22.5 |
| 6位  | 東急フライヤーズ | 51 | 65 | 3  | .440 | 28.0 |
| 7位  | 太陽ロビンス     | 50 | 64 | 5  | .439 | 28.0 |
| 8位  | 金星スターズ     | 41 | 74 | 4  | .357 | 37.5 |

#### 個人タイトル
| タイトル     | 選手            | 球団      | 成績      |
| ------------ | --------------- | --------- | --------- |
| 最優秀選手   | 若林忠志        | 大阪      |           |
| 沢村栄治賞   | 別所昭          | 南海      |           |
| 首位打者     | 大下弘          | 東急      | .315      |
| 最多本塁打   | 大下弘          | 東急      | 17本      |
| 最多打点     | 藤村富美男      | 大阪      | 71打点    |
| 最多盗塁     | 河西俊雄        | 南海      | 53盗塁    |
| 最多安打     | 川上哲治 大下弘 | 巨人 東急 | 137安打   |
| 最高出塁率   | 金田正泰        | 大阪      | .412      |
| 最優秀防御率 | 白木義一郎      | 東急      | 1.74      |
| 最多勝利     | 別所昭          | 南海      | 30勝      |
| 最多奪三振   | 別所昭          | 南海      | 191奪三振 |
| 最高勝率     | 御園生崇男      | 大阪      | .750      |

#### ベストナイン
| 守備位置 | 選手       | 球団 |
| -------- | ---------- | ---- |
| 投手     | 別所昭     | 南海 |
| 捕手     | 土井垣武   | 大阪 |
| 一塁手   | 川上哲治   | 巨人 |
| 二塁手   | 千葉茂     | 巨人 |
| 三塁手   | 藤村富美男 | 大阪 |
| 遊撃手   | 杉浦清     | 中日 |
| 外野手   | 大下弘     | 東急 |
| 外野手   | 坪内道則   | 金星 |
| 外野手   | 金田正泰   | 大阪 |

### 社会人野球
- 第18回都市対抗野球大会優勝：大日本土木

### 東京六大学野球
- 春 - 後楽園・東大・和泉の各球場を使用。
  - 慶大が8勝2敗で優勝。
- 秋 - 神宮・後楽園・戸塚・東大の各球場を使用。
  - 慶大が9勝1敗で連続優勝。

### 中等野球
- 第19回全国選抜中等学校野球大会決勝（阪神甲子園球場・4月7日）
徳島商業（徳島県） 3-1 小倉中学（福岡県）
- 第29回全国中等学校優勝野球大会決勝（阪神甲子園球場・8月19日）
小倉中学（福岡県） 6-3 岐阜商業（岐阜県）

### メジャーリーグ
- ワールドシリーズ

## できごと

### 1月
- 1月1日 - 大阪タイガースの監督に若林忠志が3シーズンぶりに復帰[2]。
- 1月7日 - セネタースが東急に買収され「東急フライヤーズ」となる[3]

### 2月
- 2月15日 - 大日本東京野球倶楽部は臨時株主総会で商号を「読売興業株式会社」に改める[4]。
- 2月28日 - 大阪の2代目オーナーに小曽根貞松が就任[2]。

### 3月
- 3月10日 - パシフィックが「太陽ロビンス」、中部日本が「中部日本ドラゴンズ」にそれぞれ改称[3]。
- 3月29日 - 国民野球連盟（国民リーグ）が開幕。
- 3月30日 - 戦後初の選抜大会となる第19回選抜中等学校野球大会が阪神甲子園球場で開催される。

### 4月
- 4月3日 - 「東京巨人軍」を「読売ジャイアンツ」に改称。ただし自称は「東京読売巨人軍」[4]。後楽園球場に初の女性アナウンサーが登場[5]。
- 4月7日 - 選抜中等学校野球大会の決勝戦で、徳島商が小倉中に延長12回、3対1で勝利し、初優勝達成。
- 4月17日 -【MLB】ジャッキー・ロビンソンが黒人初のメジャーリーガーとしてデビュー。
- 4月18日 - 「阪急ベアーズ」に改称してオープン戦に臨んでいた前年までの阪急軍が、シーズン開幕日に合わせて「阪急ブレーブス」に再改称[6]。

### 5月
- 5月3日 - 6月1日に近畿日本鉄道から南海電気鉄道が分離するのに先立ち、近畿グレートリングが名称を「近畿日本（6月1日より南海）ホークス」に改称[7][8]。
- 5月13日 -【MLB】ボストン・レッドソックスのボビー・ドーアが自身2度目のサイクル安打を達成[9]。
- 5月23日 - 中部日本の藤本英雄が対太陽ロビンス戦で日本プロ野球通算1000投球回、史上21人目。
- 5月26日 - 阪神甲子園球場にラッキーゾーンが設置される[2]。

### 6月
- 6月9日 - 阪急の青田昇が対巨人戦で9回に多田文久三から日本プロ野球史上初の逆転サヨナラ満塁本塁打を放つ（逆転がつかない場合は史上2人目で戦後初）[10]。
- 6月18日 -【MLB】シンシナティ・レッズのエーウェル・ブラックウェルが対ボストン・ブレーブス戦でノーヒットノーランを達成、スコアは6対0。
- 6月19日 - 金星スターズの重松通雄が対中部日本戦で日本プロ野球通算1000投球回、史上22人目[9]。
- 6月23日 - 読売ジャイアンツの黒沢俊夫が腸チフスを発病して急死、享年33。

### 7月
- 7月3日 - 阪急の野口明が対巨人戦で日本プロ野球史上初の満塁ランニングホームランを記録。1リーグ時代では唯一[11]。
- 7月9日 - 巨人は戦死した沢村栄治と前月に急死した黒沢俊夫の戦中における球団に対する功績をたたえ、それぞれの背番号の14と4を日本プロ野球史上初の永久欠番に指定した。
- 7月10日 -【MLB】クリーブランド・インディアンスのドン・ブラックが対フィラデルフィア・アスレチックス戦でノーヒットノーランを達成、スコアは3対0。
- 7月17日 - 大阪の御園生崇男が対中日戦で日本プロ野球通算100勝、史上4人目[9]。
- 7月17日 - 金星の内藤幸三が対太陽戦で日本プロ野球通算1500投球回、史上5人目[9]。
- 7月27日 - 太陽の森下重好が対阪急戦の8回の打席から、続く28日の対巨人戦にかけて3四球を挟んで4打数連続本塁打を記録[3]。

### 8月
- 8月2日 - 阪急の野口二郎が対南海戦で日本プロ野球通算2500投球回、史上2人目[9]。
- 8月19日 -  第29回全国中等学校優勝野球大会の決勝戦が行われ、小倉中が岐阜商に6対3で勝利し、九州勢初の優勝を達成した。また学制改革により、中等学校の名称で行われた最後の大会となった。
- 8月22日 - 太陽の真田重蔵が対金星戦で日本プロ野球通算1000投球回、史上23人目[9]。

### 9月
- 9月3日 - 【MLB】アスレチックスのビル・マッカハンが対ワシントン・セネタース戦でノーヒットノーランを達成、スコアは3対0。
- 9月12日 - 南海の別所明が対大阪戦で日本プロ野球通算1000投球回、史上24人目[9]。
- 9月14日 -【MLB】デトロイト・タイガースのヴィック・ワーツがサイクル安打を達成。

### 10月
- 10月6日 -【MLB】ワールドシリーズの第7戦で、ニューヨーク・ヤンキースがブルックリン・ドジャースに勝利し、4勝3敗で4年ぶり11度目の優勝達成。
- 10月11日 - 中部日本の清水秀雄が対巨人戦で日本プロ野球通算1000投球回、史上25人目[9]。
- 10月26日 - 大阪が対巨人戦（後楽園球場）に勝利し。3年ぶり戦後初の優勝達成。

### 11月
- 11月1日 - 阪急の川合幸三が対巨人戦で、日本プロ野球タイ記録の1試合3三塁打[12]。
- 11月3日 - 大阪の若林忠志が対中日戦で日本プロ野球通算200勝、史上2人目[9]。
- 11月9日 - 後楽園球場での金星スターズ対東急フライヤーズ戦で皇太子明仁親王が観戦。試合は2回降雨コールドでノーゲーム[13]。
- 11月11日 - 太陽の松井信勝が対金星戦で重松通雄に19球投げさせた末四球を選び、日本プロ野球最多記録の1打席19球[14]。

## 誕生

### 1月
- 1月2日 - 菱川章（+ 2020年）
- 1月3日 - 福本万一郎
- 1月15日 - トニー・ソレイタ（+ 1990年）
- 1月18日 - 衣笠祥雄（+ 2018年）
- 1月22日 - 星野仙一（+ 2018年）
- 1月24日 - 尾崎将司
- 1月31日 - ノーラン・ライアン

### 2月
- 2月1日 - 小川邦和
- 2月20日 - 広瀬宰（+ 1999年）
- 2月27日 - 水沼四郎
- 2月28日 - 中村国昭

### 3月
- 3月27日 - 阿部成宏

### 4月
- 4月10日 - 福嶋久晃
- 4月12日 - 得津高宏
- 4月17日 - 若松勉
- 4月24日 - 山中正竹
- 4月25日 - 安田猛（+ 2021年）

### 5月
- 5月3日 - 荒川尭
- 5月5日 - 佐藤道郎
- 5月22日 - 小田義人（+ 2018年）

### 6月
- 6月5日 - 会田照夫（+ 2021年）
- 6月5日 - 松本幸行
- 6月7日 - ドン・マネー
- 6月7日 - サーマン・マンソン（+ 1979年）
- 6月13日 - 木樽正明
- 6月24日 - 上甲正典（+ 2014年）

### 7月
- 7月6日 - 上田次朗
- 7月22日 - 江本孟紀
- 7月26日 - 松岡弘
- 7月30日 - 外山義明（+ 1991年）

### 8月
- 8月1日 - トニー・ミューサー
- 8月3日 - 谷村智啓

### 9月
- 9月10日 - 石床幹雄（+ 2004年）
- 9月10日 - 内田順三
- 9月17日 - 小坂敏彦
- 9月19日 - 平松政次
- 9月22日 - 谷沢健一
- 9月28日 - 鈴木啓示

### 10月
- 10月19日 - 藤田平
- 10月26日 - 渡辺弘基

### 11月
- 11月5日 - 片岡新之介
- 11月6日 - クリス・アーノルド
- 11月7日 - 福本豊
- 11月17日 - 萩原康弘
- 11月19日 - 水谷実雄
- 11月19日 - ボブ・ブーン
- 11月28日 - 藤本和宏

### 12月
- 12月3日 - 山内新一
- 12月7日 - ジョニー・ベンチ
- 12月18日 - 森安敏明（+ 1998年）
- 12月20日 - 大矢明彦
- 12月21日 - 黒田正宏
- 12月26日 - カールトン・フィスク

## 死去
- 6月23日 - 黒沢俊夫（* 1914年）